# مهرجان أيام عمان المسرحية
مهرجان أيام عمّان المسرحية مهرجان مسرحي أردني عالمي ، تتضمن فعالياته على جملة من الفعاليات المسرحية والإبداعية في حقول الموسيقى والشعر والأفلام والمعارض. وتشتمل الفعاليات التي تقام بعض عروضها في ساحات وشوارع العاصمة على مسرحيات من الأردن و دول عربية وأوربية ، بالإضافة إلى ورشات عمل وحلقات نقاشية يشارك فيهما العديد من ابرز النقاد والكتاب والباحثين والأكاديميين الأردنيين والعرب في حقل الفنون المسرحية .

## دورة فلسطين
يأتي تنظيم الدورة الخامسة عشر في شهر نيسان 2009، التي أطلق القائمون عليها هذا العام (دورة فلسطين) بمناسبة اعلان القدس عاصمة للثقافة العربية . بالتعاون بين مسرح الفوانيس وأمانة عمان الكبرى ووزارة الثقافة الأردنية ، وبمناسبة الاحتفالات بمئوية الامانة حيث عرضت الفعاليات على مسارح المركز الثقافي الملكي ومركز الحسين الثقافي ومركز الملك عبد الله الثاني في محافظة الزرقاء.